# 松川 (上高井郡)

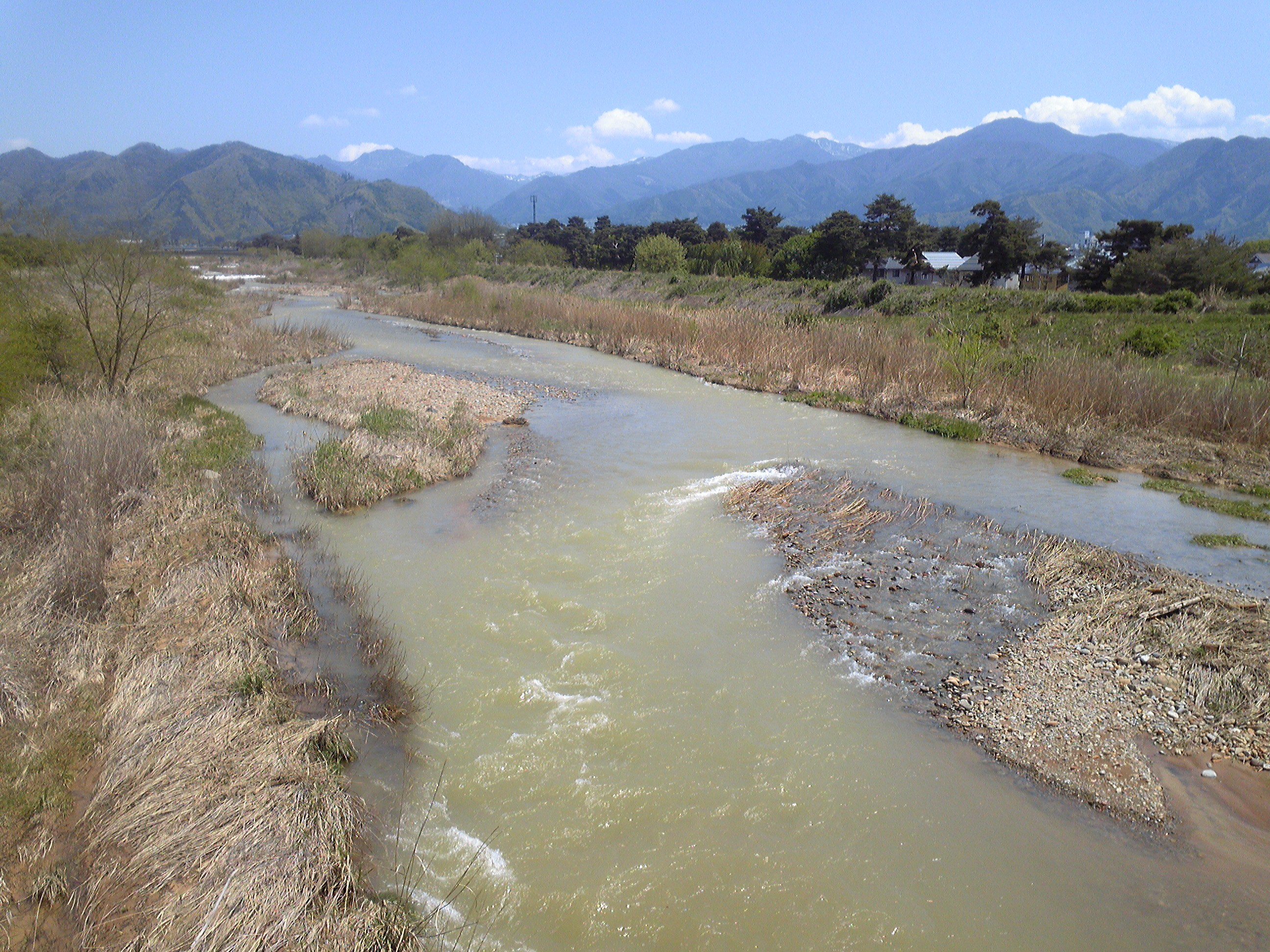
下流の大豊橋より上流を望む

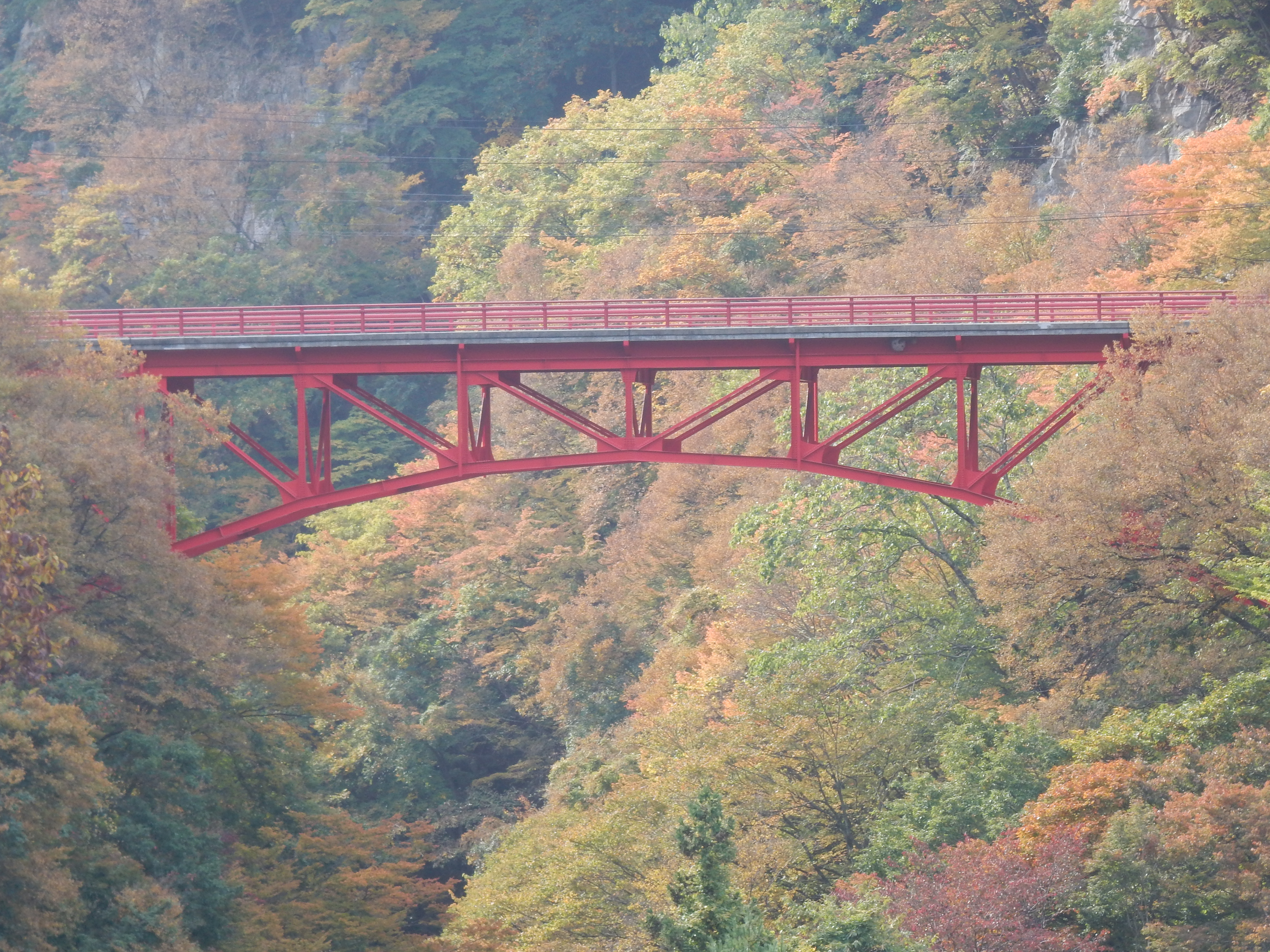
長野県高山村山田温泉松川渓谷に掛かる高井橋。紅葉スポットとして有名

松川（まつかわ）は、長野県上高井郡高山村・小布施町・須坂市を流れる川で、信濃川水系の一級河川。

## 地理
長野県上高井郡高山村と群馬県との県境にある横手山に源を発する。渓谷（松川渓谷）を作って高山村内を西へ横断し、須坂市と上高井郡小布施町の境界を流れ、千曲川に合流する。高山村の中央部より下流では扇状地を形成している。
上流には信州高山温泉郷と呼ばれる山田温泉、五色温泉などの温泉がある。
松川渓谷一帯は日本の紅葉百選にも選ばれた紅葉の名所としても有名である。

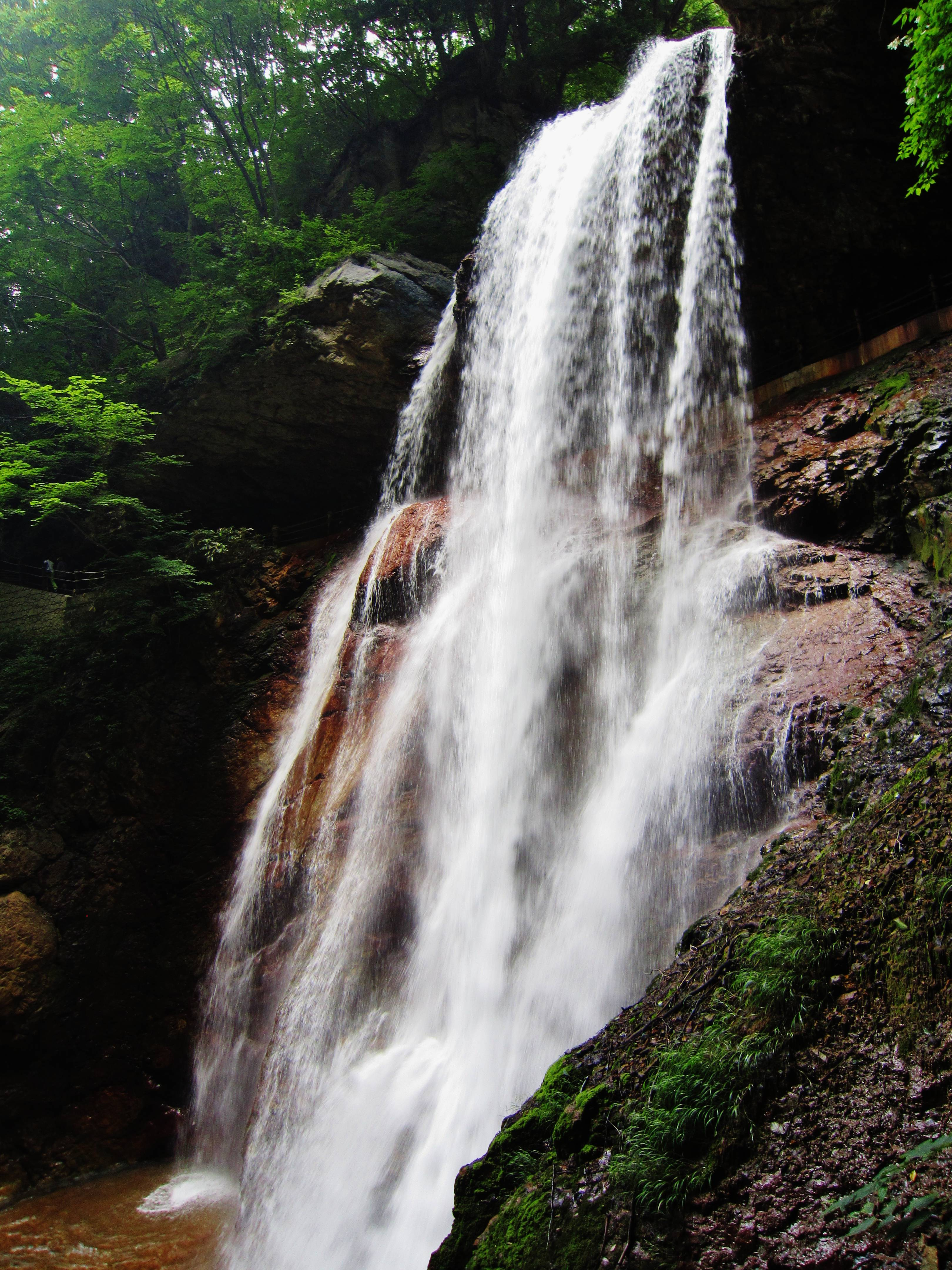
雷滝（松川渓谷）
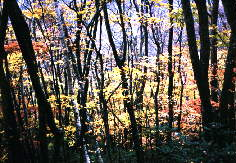
松川渓谷の紅葉

## 主な支流
- 樋沢川
- 柞沢川